# John Jeffries

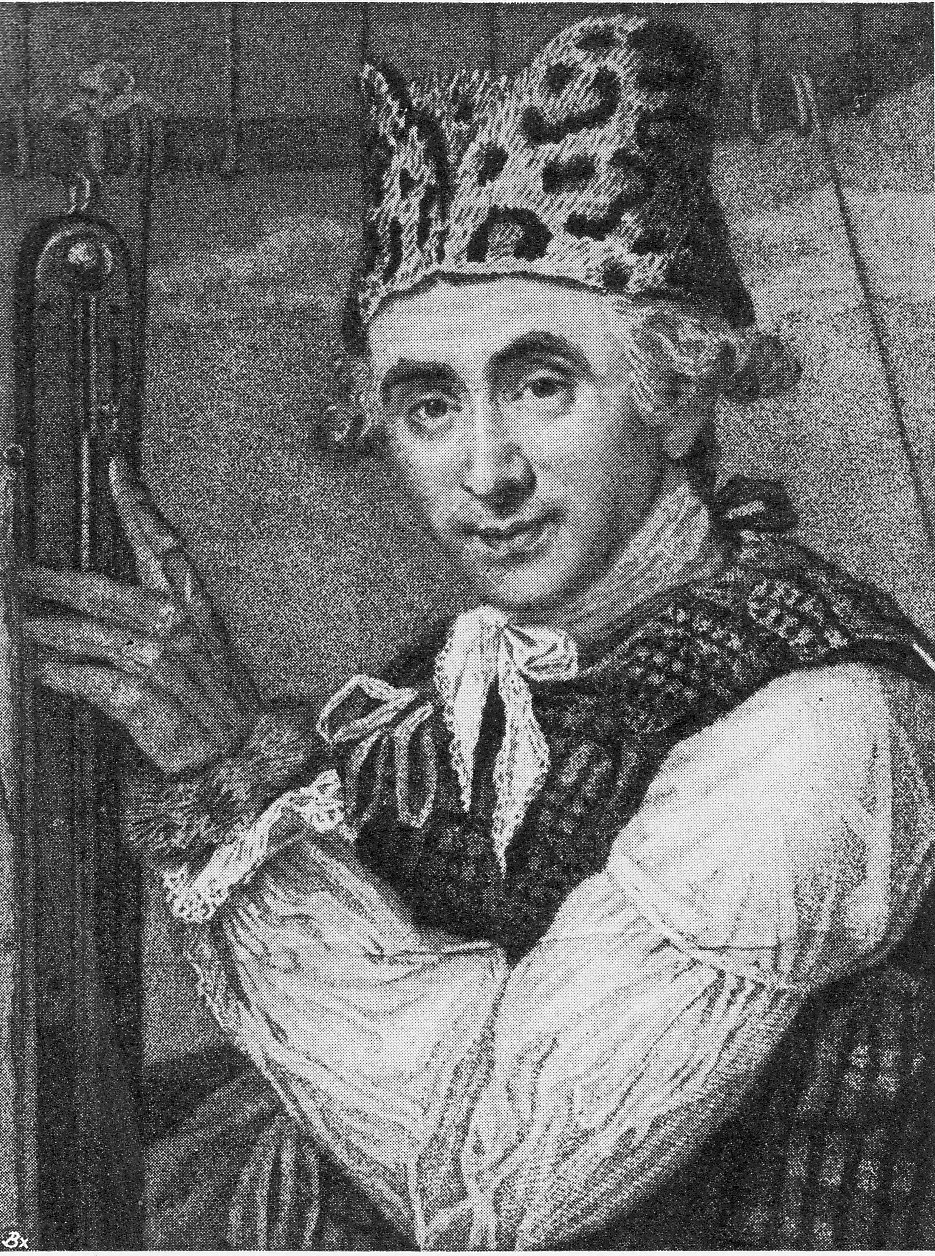
John Jeffries

John Jeffries (ur. 5 lutego 1744 w Bostonie, zm. 16 września 1819 tamże) – amerykański lekarz, towarzysz Jean-Pierre Blancharda w pierwszym przelocie balonem nad kanałem La Manche.
John Jeffries pochodził z Bostonu, gdzie miał praktykę lekarską oraz powadził badania naukowe. Jego ojciec, David Jeffries, był skarbnikiem miejskim; pełnił tę funkcję przed i po rewolucji amerykańskiej. John uczęszczał do Harvard College, gdzie w 1766 roku otrzymał stopień magistra. Po ukończeniu studiów wyjechał do Szkocji oraz do Londynu i Aberdeen, by kontynuować edukację medyczną. Do Bostonu powrócił w 1769 roku i rozpoczął praktykę u dr. Jamesa Lloyda, Anglika, przyjaciela brytyjskiego generała i polityka sir Williama Howe. Po masakrze bostońskiej John Jeffries odegrał znaczącą rolę, będąc głównym świadkiem obrony jako chirurg operujący jedną z ofiar masakry – irlandzkiego marynarza Patricka Carra. W 1771 roku został asystentem chirurga na okręcie Marynarki Królewskiej zacumowanym w porcie bostońskim. Funkcję tę pełnił do 1774 roku.
Podczas rewolucji amerykańskiej jako chirurg wojskowy w armii brytyjskiej służył w Nowej Szkocji i Nowym Jorku. Na początku rewolucji w 1776 roku wysłał rodzinę do Anglii, do Halifax. Kilka lat później w 1779 roku dołączył do rodziny.
W Anglii prowadził badania naukowe. Odbył dwa loty balonowe, z których drugi, 7 stycznia 1785, zrealizowany wspólnie z Jean-Pierre Blanchardem, był pierwszym przelotem nad La Manche. Lot odbył się z Dover do Guînes, w prowincji Artois we Francji. W 1786 roku w Londynie Jeffries opublikował pracę Narrative of Two Aerial Voyages.
Latem 1789 roku powrócił do Bostonu, gdzie wygłosił pierwszy w Nowej Anglii publiczny wykład na temat anatomii.
John Jeffries ożenił się w 1770 roku, miał trójkę dzieci. W 1773 roku zmarła jego żona.
W Bostonie znajduje się hotel upamiętniający swoją nazwą („John Jeffries House”) bostońskiego lekarza.